# Zoologia fantastyczna
Zoologia fantastyczna (tyt. oryg. Manual de zoología fantástica) – słownik stworzeń fantastycznych autorstwa argentyńskiego pisarza Jorge Luisa Borgesa z 1957 roku.  
Wydana w Polsce (Czytelnik, 1982; tł. Zofia Chądzyńska). Polskie wydanie zrecenzowała Dorota Walasek dla "Fantastyki" (9/83, s. 50). 